# Park kulturowy
Park kulturowy – jedna z form ochrony zabytków w Polsce określonych w ustawie o ochronie zabytków i opiece nad zabytkami (art. 7). Chroni ona określony obszar krajobrazu kulturowego oraz wyróżniające się krajobrazowo tereny z zabytkami nieruchomymi, charakterystycznymi dla miejscowej tradycji budowlanej i osadniczej.

## Procedura uznania za park kulturowy
Park może być powoływany przez radę gminy, po zasięgnięciu opinii wojewódzkiego konserwatora zabytków. Parki wykraczające poza obszar jednej gminy, mogą być ustanawiane wspólnie przez gminy, bądź związek gmin. W uchwale przedstawia się takie elementy jak:
- nazwa parku
- sposób ochrony
- zakazy i ograniczenia związane z prowadzeniem robót budowlanych, różnego rodzaju działalnością (rolniczą, przemysłową itp.), zmianami sposobu korzystania z zabytków nieruchomych oraz umieszczaniem znaków niezwiązanych bezpośrednio z samym parkiem.

Organ władzy wykonawczej w gminie (wójt, burmistrz, prezydent miasta) odpowiedzialny jest, w porozumieniu z wojewódzkim konserwatorem zabytków, za utworzenie planu ochrony, który podlega uchwaleniu przez radę gminy.
Parki kulturowe o szczególnej wartości dla kultury mogą zostać uznane za pomnik historii, a nawet wpisane na Listę światowego dziedzictwa UNESCO.

## Lista parków kulturowych
Według danych NID z 29 listopada 2019 w Polsce istniało 40 parków kulturowych.
W 2023 roku doszło do pierwszego zniesienia parku kulturowego, Parku Kulturowego ulicy Piotrkowskiej w Łodzi, w związku z wyrokiem Naczelnego Sądu Administracyjnego.
| Nazwa parku kulturowego                                                                                          | Województwo         | Data utworzenia           | [ b ]                | Data zniesienia  |
| --- | ------------------- | ------------------------- | -------------------- | ---------------- |
| Forteczny Park Kulturowy w Srebrnej Górze                                                                        | dolnośląskie        | 20 czerwca 2002(dts)      | [ 6 ]                |                  |
| Forteczny Park Kulturowy Twierdza Kłodzka                                                                        | dolnośląskie        | 10 stycznia 2006(dts)     | [ 7 ] [ 8 ]          |                  |
| Park Kulturowy Kotliny Jeleniogórskiej                                                                           | dolnośląskie        | 26 marca 2009(dts)        | [ 9 ]                |                  |
| Park Kulturowy „Wzgórze Zamkowe, Dolina Budzówki i Nysy Kłodzkiej” w Kamieńcu Ząbkowickim                        | dolnośląskie        | 2014                      |                      |                  |
| Park Kulturowy Stare Miasto we Wrocławiu                                                                         | dolnośląskie        | 23 kwietnia 2015(dts)     |                      |                  |
| Park Kulturowy Wietrzychowice                                                                                    | kujawsko-pomorskie  | 13 października 2006(dts) | [ 10 ]               |                  |
| Park Kulturowy Kalwaria Pakoska                                                                                  | kujawsko-pomorskie  | 30 maja 2008(dts)         | [ 11 ] [ 12 ]        |                  |
| Park Kulturowy „Kościół p.w. Św. Oswalda” w Płonkowie                                                            | kujawsko-pomorskie  | 30 października 2009(dts) | [ 13 ]               |                  |
| Park Kulturowy Sarnowo                                                                                           | kujawsko-pomorskie  | 7 stycznia 2011(dts)      | [ 14 ] [ 15 ]        |                  |
| Park Kulturowy Osieczek w Osieczku                                                                               | kujawsko-pomorskie  | 2014                      |                      |                  |
| Park Kulturowy Kościół św. Marii Magdaleny w Łopatkach                                                           | kujawsko-pomorskie  | 2014                      |                      |                  |
| Park Kulturowy „Dolina Trzech Młynów” w Bogdańcu                                                                 | lubuskie            | 29 września 2006(dts)     | [ 16 ]               |                  |
| Park Kulturowy Grodzisko w Wicinie                                                                               | lubuskie            | 11 lipca 2013(dts)        | [ 17 ] [ 18 ]        |                  |
| Park Kulturowy Miasto Tkaczy w Zgierzu                                                                           | łódzkie             | 30 grudnia 2003(dts)      | [ 19 ] [ 20 ]        |                  |
| Park Kulturowy Wzgórze Zamkowe w Sieradzu                                                                        | łódzkie             | 2009                      |                      |                  |
| Park Kulturowy etnograficznego podregionu kutnowskiego związanego z poetą romantycznym Józefem Bohdanem Zaleskim | łódzkie             | 2015                      |                      |                  |
| Park Kulturowy ulicy Piotrkowskiej w Łodzi                                                                       | łódzkie             | 29 stycznia 2016(dts)     | [ 21 ]               | 29 września 2023 |
| Park Kulturowy Kotliny Zakopiańskiej                                                                             | małopolskie         | 2006                      | [ 22 ]               |                  |
| Park Kulturowy Stare Miasto w Krakowie                                                                           | małopolskie         | 2010                      | [ 23 ]               |                  |
| Park Kulturowy obszaru ulicy Krupówki                                                                            | małopolskie         | 1 lipca 2016(dts)         |                      |                  |
| Park Kulturowy „Historyczne Centrum Warszawy”                                                                    | mazowieckie         | 2023                      | [ 24 ]               |                  |
| Park Kulturowy „Ossów Wrota Bitwy Warszawskiej 1920 roku”                                                        | mazowieckie         | 2009                      |                      |                  |
| Park Kulturowy Stary Radom                                                                                       | mazowieckie         | 2011                      |                      |                  |
| Wilanowski Park Kulturowy                                                                                        | mazowieckie         | 2012                      |                      |                  |
| Park Kulturowy „Książęce Miasto Brzeg”                                                                           | opolskie            | 2016                      |                      |                  |
| Park Kulturowy Zespołu Staromiejskiego oraz Zespołu oo. Dominikanów w Jarosławiu                                 | podkarpackie        | 2009                      |                      |                  |
| Park Kulturowy Fortyfikacji Miejskich „Twierdza Gdańsk” (Centrum Hewelianum)                                     | pomorskie           | 26 września 2002(dts)     | [ 25 ] [ 26 ] [ 27 ] |                  |
| Park Kulturowy Ośmiu Błogosławieństw w Sierakowicach                                                             | pomorskie           | 2006                      |                      |                  |
| Park Kulturowy „Osada Łowców Fok” w Rzucewie                                                                     | pomorskie           | 2008                      | [ 28 ]               |                  |
| Park Kulturowy „Klasztorne Stawy”                                                                                | pomorskie           | 2009                      |                      |                  |
| Park Kulturowy Cmentarz Żydowski w Żorach                                                                        | śląskie             | 24 czerwca 2004(dts)      | [ 29 ]               |                  |
| Park Kulturowy „Hałda Popłuczkowa”                                                                               | śląskie             | 2006                      |                      |                  |
| Park Kulturowy dla Obszaru Staromiejskiego w Bieruniu                                                            | śląskie             | 2016                      |                      |                  |
| Park Kulturowy dla Obszaru Grobli w Bieruniu                                                                     | śląskie             | 2016                      |                      |                  |
| Park Kulturowy Miasta Końskie                                                                                    | świętokrzyskie      | 28 lutego 2005(dts)       | [ 30 ]               |                  |
| Park Kulturowy Warmińskiej Drogi Krajobrazowej Gietrzwałd-Woryty                                                 | warmińsko-mazurskie | 2009                      |                      |                  |
| Mickiewiczowski Park Kulturowy                                                                                   | wielkopolskie       | 15 grudnia 2007(dts)      | [ 31 ] [ 32 ]        |                  |
| Park Kulturowy Nowa Huta                                                                                         | małopolskie         | 20 listopada 2019(dts)    | [ 33 ]               |                  |
| Park Kulturowy Kardynała Stefana Wyszyńskiego w Andrzejewie                                                      | mazowieckie         | 30 listopada 2016(dts)    | [ 34 ]               |                  |
| Park Kulturowy Wzgórze Staromiejskie w Krośnie                                                                   | podkarpackie        | 25 stycznia 2019(dts)     | [ 35 ]               |                  |
| Park Kulturowy w Bohonikach                                                                                      | podlaskie           | 28 maja 2019(dts)         | [ 36 ]               |                  |
| Park Kulturowy Stare Miasto w Poznaniu                                                                           | wielkopolskie       | 27 lutego 2018(dts)       | [ 37 ]               |                  |